# Kapellen (Bélgica)
Kapellen es una localidad y municipio de la provincia de Amberes en Bélgica. Sus municipios vecinos son Amberes, Brasschaat, Kalmthout, Stabroek y Wuustwezel, haciendo frontera al norte con los Países Bajos. Tiene una superficie de 37,1 km² y una población en 2019 de 26.850 habitantes, siendo los habitantes en edad laboral el 60% de la población.
Un gran número de barrios de Kapellen tienen un carácter residencial, estando ocupados por habitantes de la estresante gran ciudad que buscan disfrutar de la tranquilidad de esta villa, de su pacífica naturaleza y de la belleza de sus palacetes históricos.

## Evolución demográfica
Gráfico de la evolución geográfica de la población.

## Personas notables de Kapellen
- Mathieu van der Poel, ciclista.
- Thomas Vermaelen, exfutbolista.
- Sarah Bettens, cantante.
- Paul Kronacker, químico y político.
- Tom de Mul, exfutbolista.
- Rocco Granata, cantante italiano residente en Kapellen.
- Joke Ivens, cantante y autora.